# Santanyí
Santanyí là một đô thị trên đảo Mallorca, thuộc Quần đảo Baleares, Tây Ban Nha.

## Thị trấn
| Thị trấn          | Dân số (2005)¹ |
| ----------------- | -------------- |
| S'Alqueria Blanca | 936            |
| Cala d'Or         | 3539           |
| Cala Figuera      | 577            |
| Calonge           | 820            |
| La Costa          | 31             |
| Es Llombards      | 524            |
| Portopetro        | 497            |
| Santanyí          | 2912           |
| Cala Llombards    | 283            |
| Cala Santanyí     | 447            |
| Cap d'es Moro     | 107            |

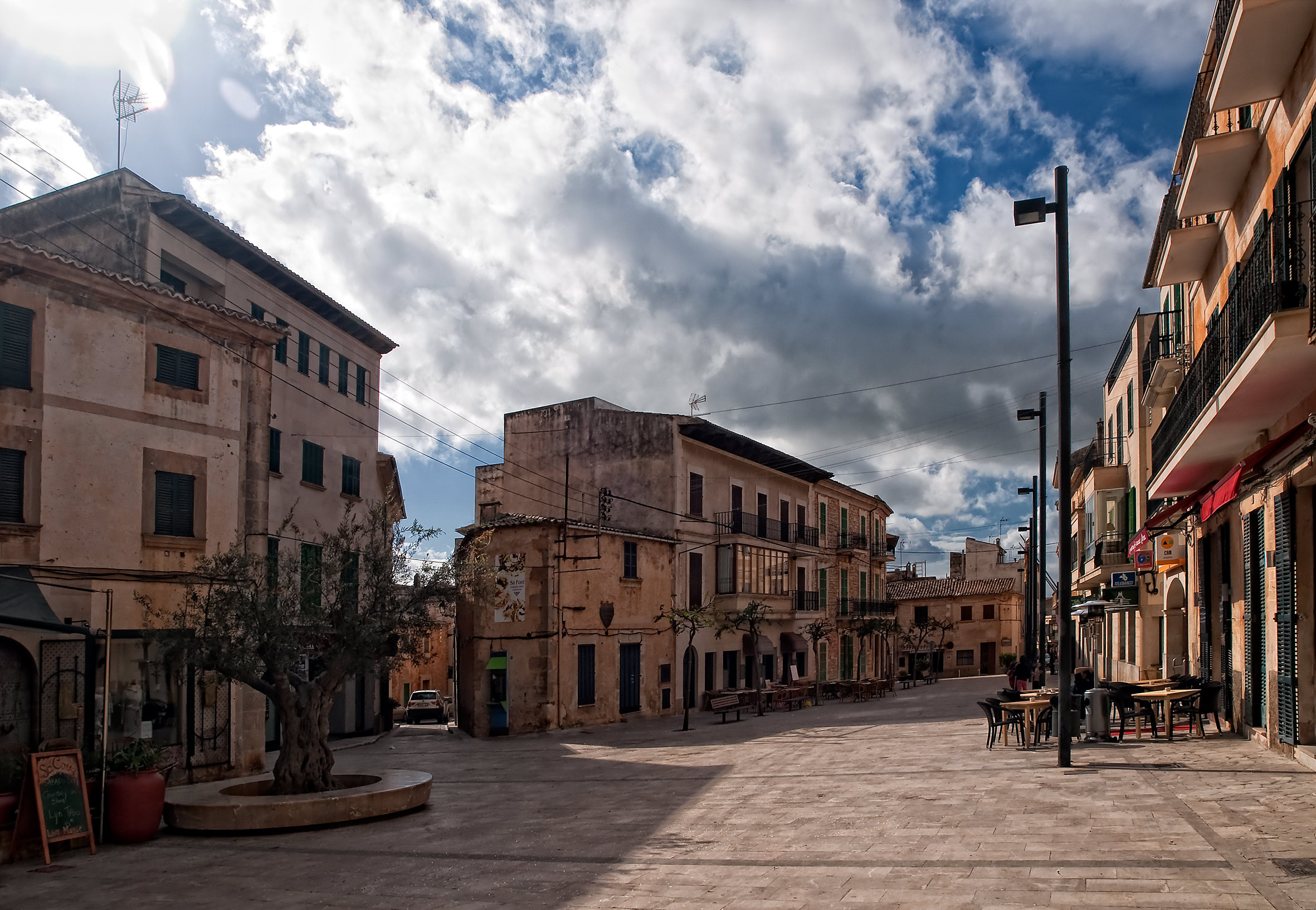
Plaça Major, Santanyí, Majorca

¹ Thông tin lấy từ Viện Thống kê Quốc gia Tây Ban Nha
Dân số.
|      | 1996 | 2001 | 2002   | 2003   | 2004   | 2005   |
| ---- | ---- | ---- | ------ | ------ | ------ | ------ |
| Tổng | 7702 | 9405 | 10.020 | 10.253 | 10.337 | 10.673 |
| Nam  | 3862 | 4801 | 5151   | 5230   | 5260   | 5405   |
| Nữ   | 3840 | 4604 | 4869   | 5023   | 5077   | 5268   |

Nguồn: Viện Thống kê Baleares